# John Rahn
John Rahn ist ein US-amerikanischer Komponist, Musikwissenschaftler und -pädagoge.
Rahn studierte Fagott und Komposition an der Cal Poly Pomona, der Juilliard School of Music und der Princeton University. Er ist Professor für Komposition und Musiktheorie und Associate Director der Musikschule an der University of Washington. Hier gab er von 1983 bis 1991 Seminare für Computermusik und wirkte von 1988 bis 1990 als Gründungsdirektor des Computer Center.
Seine Computermusik-Sinfonie Sea of Souls wurde 1994 bei der Internationalen Computermusikkonferenz in Dänemark und im Oktober 1995 bei der spanischen Computermusikkonferenz in Cuenza aufgeführt. 2000 vollendete er die Kammeroper The New Mother. 2001 wirkte er an der Gründung eines staatlichen Konservatoriums in Barcelona mit. Zwischen 1983 und 1994 war er Herausgeber der Zeitschrift Perspectives of New Music. Neben zahlreichen Artikeln in Fachzeitschriften wie Journal of Music Theory, Music Theory Spectrum, In Theory Only, Computer Music Journal, Contemporary Music Review, College Music Symposium, Musicus, Musikometrika, Cahiers de l'IRCAM, World of Music und Current Musicology veröffentlichte Rahn die Bücher Basic Atonal Theory, Perspectives on Musical Aesthetics und Music Inside Out.

## Werke
- Hoboe für Oboe solo, 2001H
- The New Mother, Kammeroper, 2000
- Sea of Souls: 2. City, Computermusik, 1994
- Sea of Souls: 1. Sea, Computermusik, 1993
- Another Lecture, 1992
- Dance, Computermusik, 1991 (mit dem Choreographen Jim Coleman und den Tänzern Amy Chavasse und Rip Parker)
- Jesse für Viola und Perkussion, 1989–90
- Superman für Viola und Trommel
- Pledge für Viola und Vibraphon
- Miranda, Computermusik (mit der Malerin Mary Henry)
- Kali, Computermusik, 1985
- IRT 4/23, Improvisationsstück (mit Keith Johnston), 1983
- Out of Haydn für Klavier, 1981
- Another Lecture für Tonband und Sprecher, 1980
- Improvisations on a Synclavier of Corn, 1978
- Breakfast für Klavier, 1976
- Peanut Butter Defies Gravity, drei Lieder für Sopran und Klavier, 1973
- Trio für Klarinette, Cello und Klavier, 1972
- Hos Estin für gemischten Chor, Oboe, Violine, Vibraphon, Bassposaune und Pauken, 1971
- Chants de Mere l’Oie für Sopran und Klavier, 1971
- Counterpoints for solo Trumpet, 1970
- Three Titbits für Klarinette und Cello, 1970
- Deloumenon für Blasmusik, 1970
- Reductionist Variations für Piano, 1969
- Quintet für Flöte, Oboe, Klarinette, Horn und Fagott, 1969
- Games für Saxophon und Streichquartett, 1969
- Progressive Etude for Bass Trombone, 1969
- Five Forms für Klavier, 1968
- Epithalamium für Klavier, 1968
- Collaboration für Klarinette, Trompete, Posaune, Viola und Cello, 1967
- A lyrical, linear Basis for three Double Basses, 1967
- Alice, Computermusik, 1967
- Sonata for Bassoon und Harpsichord, 1967